# Fiat 518
Fiat 518/Polski Fiat 518 Mazur – polski samochód osobowy klasy wyższej montowany (1934–1937) a następnie produkowany 1937–1939 w PZInż w Warszawie, oparty na licencji włoskiego FIATa.

## Historia

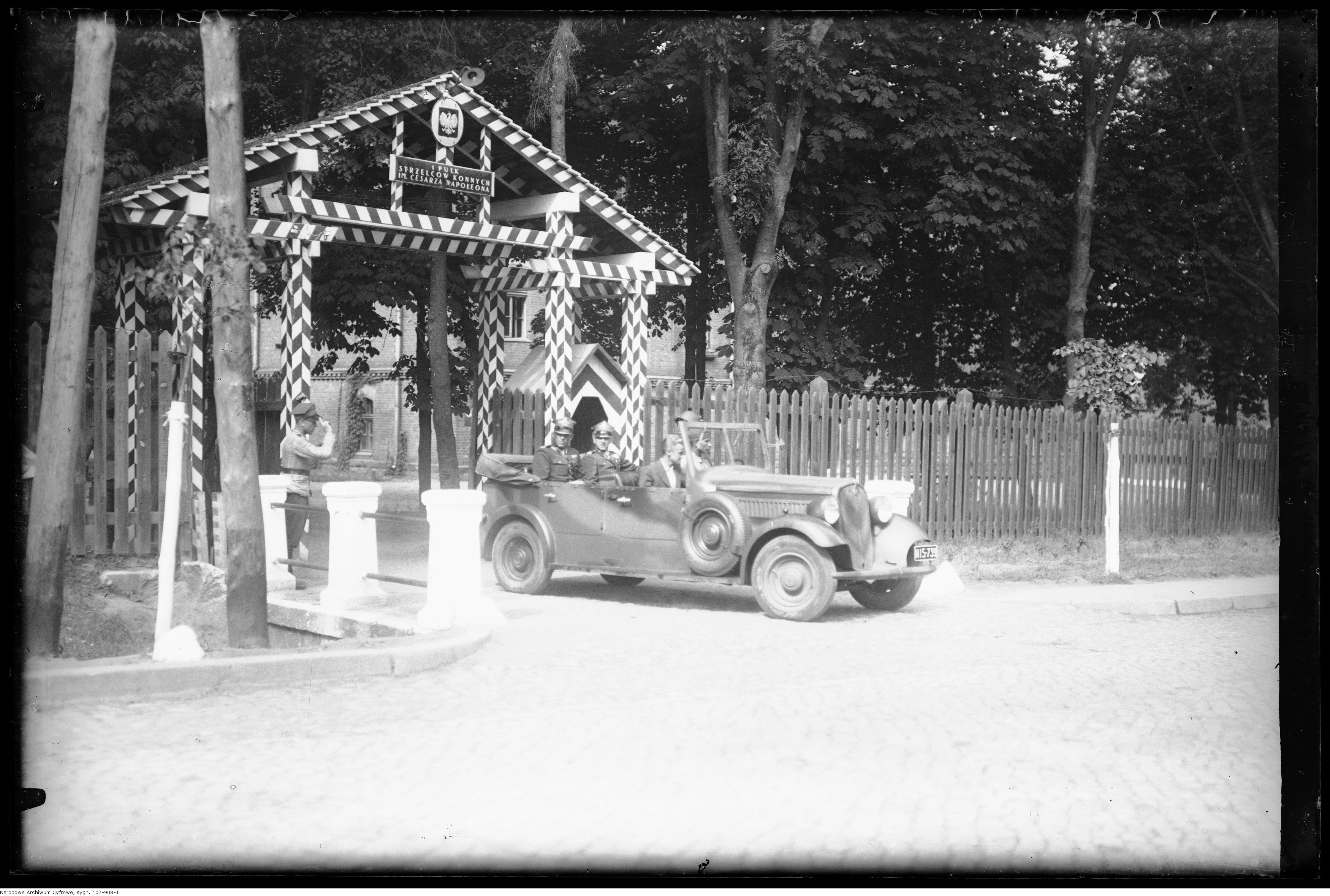
Polski Fiat 518 Mazur w wersji wojskowej wyjeżdza z koszar 1 Pułku Strzelców Konnych, Garwolin, 1939 rok

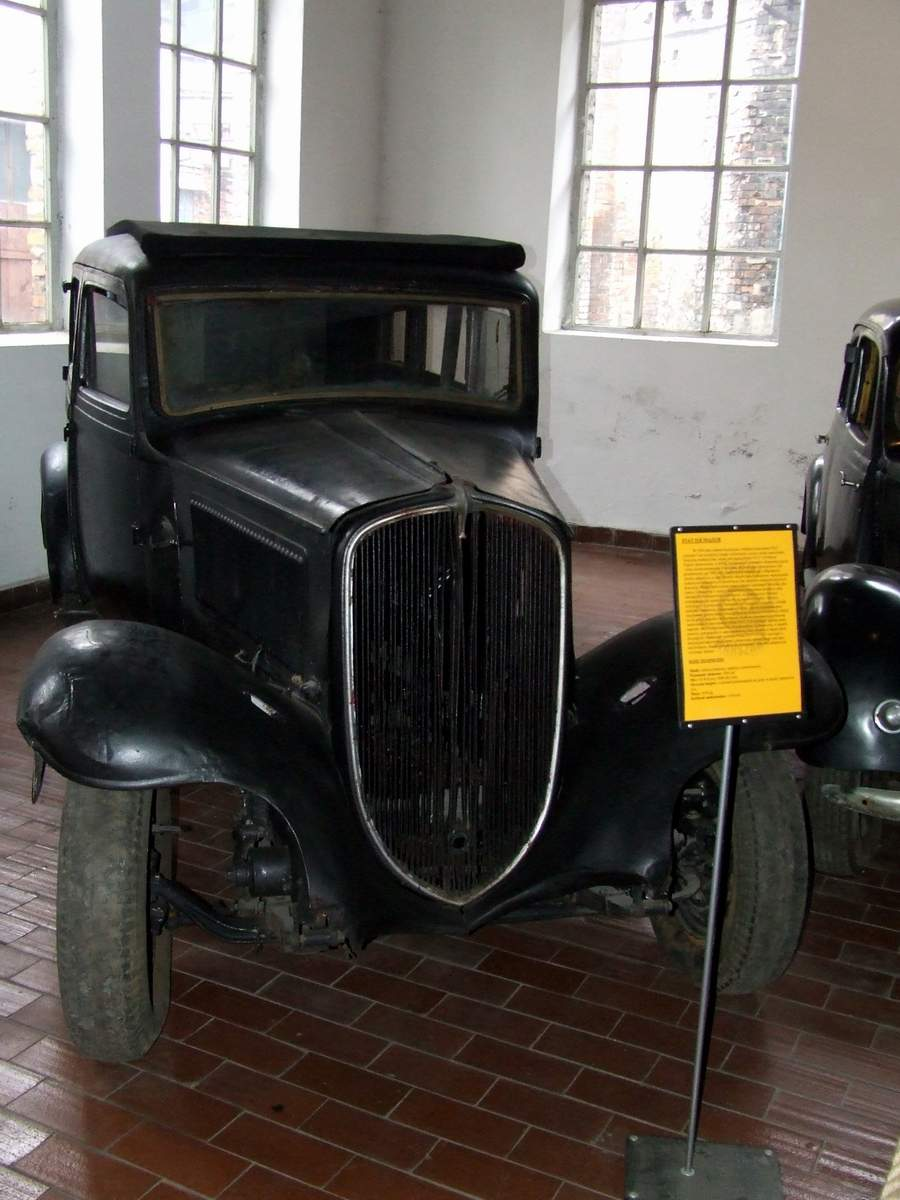
Polski Fiat 518 Mazur – Eksponat Muzeum Przemysłu

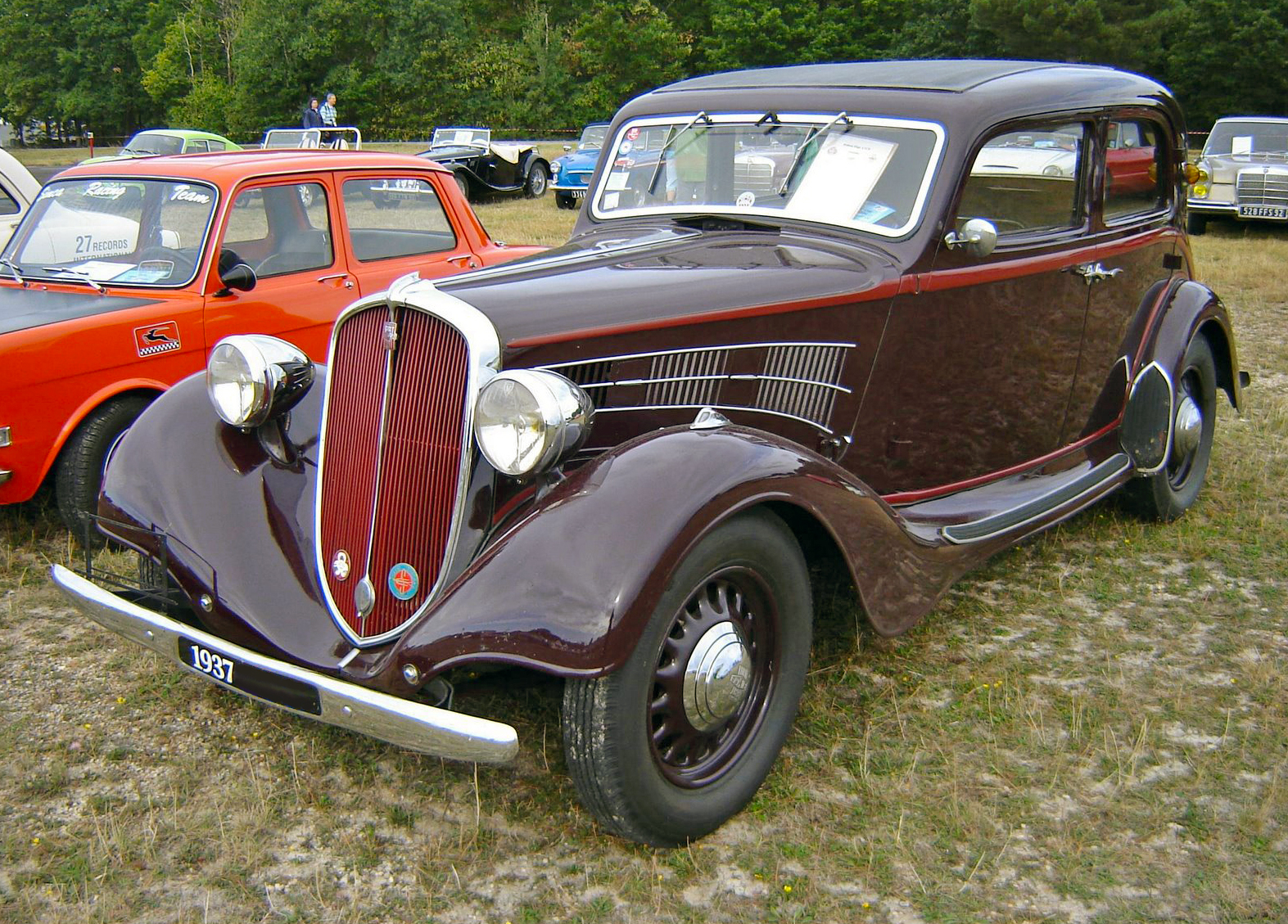
Simca-Fiat 11CV

Na mocy rozszerzonej w 1936 r. licencji FIATa do produkcji wszedł nowy model samochodu, który z fabryki wyjechał w 1937 roku po pewnych zmianach w stosunku do oryginalnego Fiata 518. 
Samochód produkowany był w 2 wersjach nadwozia:
- kareta 6-miejscowa ze strapontenami i często z oddzielnym przedziałem kierowcy,
- 5-miejscowa, z głębszymi, wygodniejszymi fotelami rozkładanymi do spania.

Samochód ten był wygodny i elegancki, posiadający wykończenie z pogranicza samochodów luksusowych. Wyposażony w - ówcześnie nowatorskie - dwuobwodowe hamulce hydrauliczne. 
W Wojsku Polskim Polskie Fiaty 518 osobowe były używane w instytucjach administracji armii i planowania operacyjnego, a na potrzeby wojska stworzono też wersję uterenowioną. Samochód ten był 4-drzwiowy, z brezentowym składanym dachem i typowym podwoziem modelu 518 (z osiami sztywnymi), wyposażoną w terenowy reduktor i szerokie ogumienie (160x40) o terenowym bieżniku. Wersja ta przeszła próby w 1937, które wykazały pewne wady konstrukcyjne - model ten był produkowany seryjnie w nieznanej liczbie egzemplarzy. 
Następna wersja łazika na bazie Fiata 518 z 1938 r. posiadała szereg zmian: 
- zmniejszona do 2 liczba drzwi,
- wprowadzono niezależne zawieszenie kół przednich,
- wprowadzono stabilizator osi tylnej,
- wprowadzono terenowy reduktor o zwiększonym przełożeniu,
- samoczynna blokada mechanizmu różnicowego tylnego mostu,
- zmieniono ogumienie na 180x40,
- zmieniono rozkład nacisków - na oś tylną (napędzaną) przypadało około 65% ogólnej masy (model poprzedni - 58%),
- powiększono prześwit podłużny (z 210 na 280 mm) i poprzeczny,
- zmieniono kąt zejścia z 19° na 30° (kąt wejścia bez zmian - 45°),
- zmniejszono promień skrętu z 6 m do 4,5 m,
- wprowadzono gładką powierzchnię spodu pojazdu,
- wprowadzono dwa zapasowe koła umieszczone poziomo z tyłu nad bagażnikiem, tak że tworzyły zderzaki,
- zwiększono do 80 litrów pojemność zbiornika paliwa (model poprzedni - 45 l)
- zastosowano udogodnienia dla dowódców m.in. wygodne fotele z oparciami rozkładanymi do pozycji półleżącej i stolika rozkładanego o powierzchni 0,3 m².

Produkcja nowego modelu rozpoczęła się wiosną 1939 roku, a podzespoły przy produkcji pochodziły z Fiata 518 i Fiata 618, choć w PZInż produkowano wersję uproszczoną z 4-drzwiowym nadwoziem. 
Samochód używany był w wojnie obronnej 1939 r. i okazał się bardzo przydatny m.in. jako dowódcze wozy łączności i zwiadowcze, często z ckm-em wz. 30 lub rkm-em wz. 28 mocowanym do specjalnych uchwytów na nadwoziu.
Obecnie w Polsce znajduje się przynajmniej jeden sprawny Fiat 518.

## Dane techniczne
- Nadwozie: 5 lub 7 osobowe, stalowe, z elementami drewnianymi, zamknięte, 4-drzwiowe
- Silnik: Fiat 118 (PZInż. 157), gaźnikowy, 4-cylindrowy, 4-suwowy, dolnozaworowy, chłodzony cieczą, o pojemności skokowej 1944 cm³
- Stopień sprężania: 6,1:1
- Moc: 45 KM (33 kW) przy 3600 obr./min
- Ogumienie: 5.50 x 17" (180x40).
- Wymiary: długość bez zderzaków 3990 mm (długość całkowita 4270 mm), szerokość 1650 mm, wysokość 1679 mm, rozstaw osi 3000 mm, rozstaw kół przednich 1390 mm, rozstaw kół tylnych 1410 mm, prześwit 175 mm
- Masa: 1070 kg
- Prędkość maksymalna: 100-110 km/h
- Zużycie paliwa: 11,5 l/100 km[1]